# Гоління голови

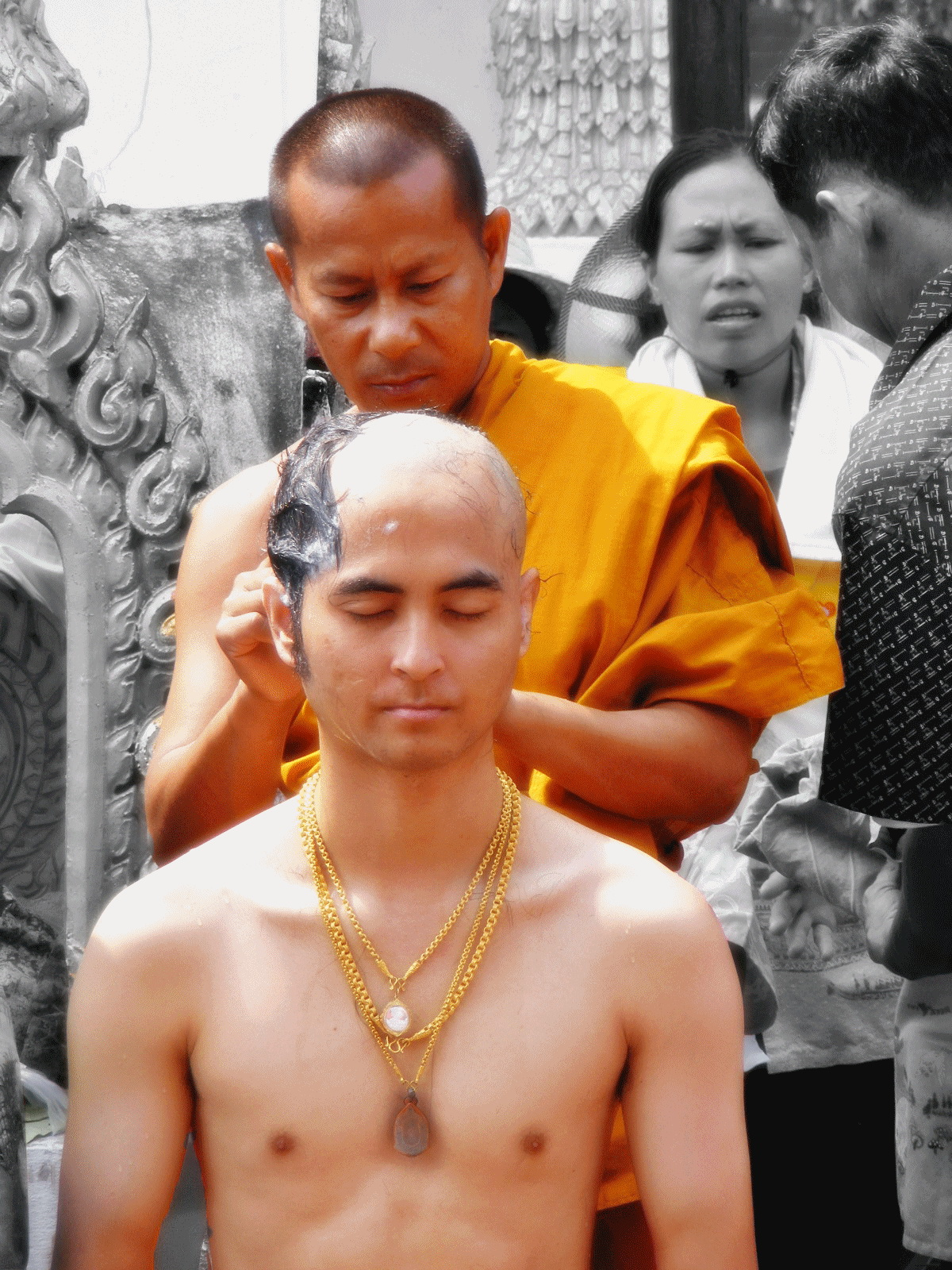
Буддійському монаху голять голову для підготовки до її посвячення

Голі́ння голови́ — один із способів примусового чи добровільного видалення волосся з голови.

## Загальні відомості
Голову голять бритвами. Кілька компаній виробляють бритви, призначені спеціально для гоління голови. Через те, що зазвичай важко голити довгі пасма волосся, людям з більш довгим волоссям потрібно спочатку постригти волосся ножицями. Порізи шкіри на голові при голінні часті, але їх можна уникнути, якщо вжити заходів обережності. Зокрема, рекомендується використання електробритви.
Голову голять з різних причин — гігієнічних, для профілактики педикульозу, підготовки до операцій, а також з релігійних, культурних чи естетичними причинами. Плавці іноді голять голову для зменшення тертя при плаванні.
Голову голять скінхеди, а також буддисти, учасники хаджу, крішнаїти.